# This Gun for Hire
 This Gun for Hire és una pel·lícula negra estatunidenca, dirigida per Frank Tuttle i és l'adaptació de la novel·la A Gun for Sale de Graham Greene. Estrenada el 1942, posa en escena Veronica Lake, Robert Preston, Laird Cregar, Alan Ladd, entre altres actors.
Gràcies a les reaccions dels seguidors i a les crítiques, la pel·lícula va permetre a Alan Ladd accedir al rang d'estrella. Els productors van fer servir l'expressió següent en la promoció de la pel·lícula: és dinamita amb una pistola o una noia (He's dinamita with a gun or a girl).

## Argument
Un assassí a sou, Phillip Raven (Ladd) abat un industrial, un informador de la policia i s'adona que li han pagat amb diners marcats. Perseguit per la policia, Raven coneix en el seu viatge a Los Angeles, Ellen Graham (Veronica Lake) que no és altra que la promesa de l'inspector que l'acorrala. Tanmateix Ellen que és una maga i cantant als clubs nocturns i el serà d'una gran ajuda, ja que Raven vol trobar el seu soci Willard Gates, un empresari d'un club nocturn i venjar-se. Yvonne De Carlo té igualment un paper secundari a la pel·lícula.

## Repartiment
- Veronica Lake: Ellen Graham
- Alan Ladd: Philip Raven
- Robert Preston: Michael Crane
- Laird Cregar: Willard Gates
- Tully Marshall: Alvin Brewster
- Marc Lawrence: Tommy
- Pamela Blake: Annie
- Frank Ferguson: Albert Baker
- Roger Imhof: Senador Burnett
- Bernadene Hayes: La secretària de Baker
- Olin Howland: Blair Fletcher
- Patricia Farr: Ruby
- Victor Kilian: Drew
- Mikhail Rasumny: Slukey
- Yvonne De Carlo: Una ballarina
- Sarah Padden (no surt als crèdits): Sra. Mason

## Critiques
El crític Bosley Crowther va destacar el començament de l'actor Alan Ladd i va fer una crítica positiva de la pel·lícula.